# Milan Associazione Calcio 1975-1976
Questa voce raccoglie le informazioni riguardanti il Milan Associazione Calcio nelle competizioni ufficiali della stagione 1975-1976.

## Stagione

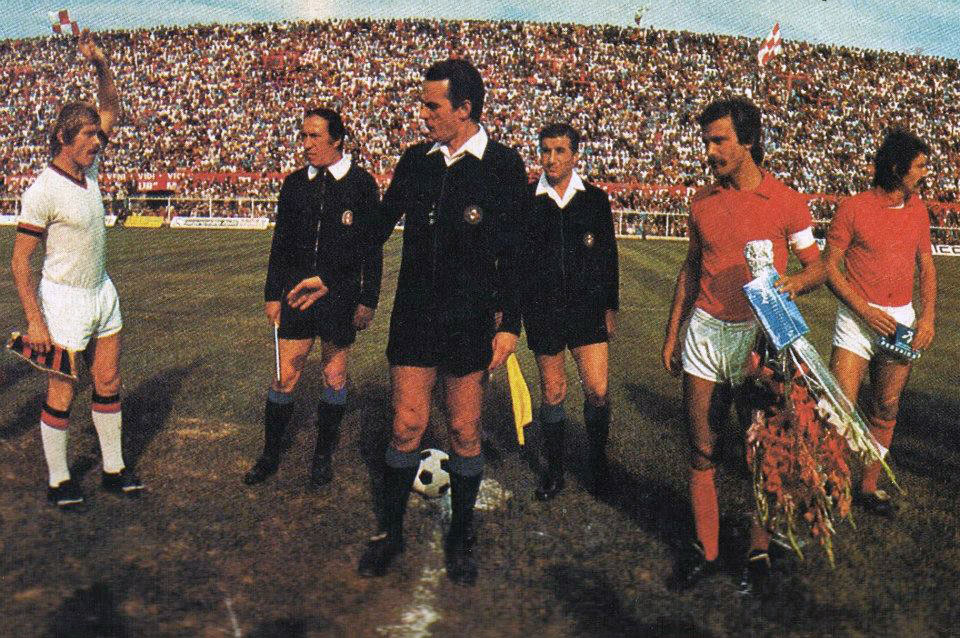
Il Milan, nell'occasione con la seconda divisa bianca, tiene a battesimo l'esordio in Serie A del nella trasferta (0-0) del 5 ottobre 1975: il neocapitano rossonero Romeo Benetti e quello biancorosso Baiardo attendono l'arbitro Gonella per i convenevoli di rito prima del fischio d'inizio.

A livello societario la stagione 1975-1976 è molto travagliata per il Milan: alla fine della stagione precedente Albino Buticchi, presidente della società, era entrato in contrasto con Gianni Rivera per aver ipotizzato in una dichiarazione uno scambio tra lo stesso Rivera e Claudio Sala. Nel mese di settembre del 1975 Rivera acquisisce da Buticchi la maggioranza del pacchetto azionario della società milanese e poco prima della fine dell'anno Bruno Pardi ne assume la presidenza. Nel febbraio dell'anno seguente Rivera cede le proprie quote all'imprenditore Vittorio Duina che diventa il nuovo presidente del Milan nel maggio seguente, dopo aver costituito la "Finanziaria Milan" insieme ai petrolieri Dino Armani e Ferruccio Bogarelli. I figli di quest'ultimo, che a un certo punto verrà erroneamente indicato dalla stampa come possibile presidente della società, diventeranno noti a livello nazionale negli anni successivi: Bruno come giornalista e poi dirigente della Fininvest (dalla fine degli anni Settanta), e Marco come manager sportivo e presidente di Infront.
La stagione agonistica inizia con Gustavo Giagnoni in panchina per le prime 4 partite del girone del primo turno di Coppa Italia, dove il Milan ottiene 3 vittorie (con Perugia, Brindisi e SPAL) e un pareggio (nell'ultima partita contro il Catanzaro), chiudendo il raggruppamento al primo posto a 7 punti e qualificandosi così al secondo turno, che si disputerà al termine della stagione. Giagnoni dirige i rossoneri anche nei trentaduesimi di finale di Coppa UEFA, dove il Milan passa il turno contro gli inglesi dell'Everton grazie allo 0-0 di Liverpool e la vittoria per 1-0 a Milano, per poi lasciare l'incarico di allenatore. Alla guida tecnica della squadra viene richiamato Nereo Rocco come direttore tecnico insieme a Giovanni Trapattoni, già secondo di Giagnoni.

Da sinistra: Benetti, Enrico Albertosi ed Egidio Calloni, punti fermi della squadra in questa stagione, escono dal terreno di San Siro.

In campionato il Milan colleziona 8 vittorie, 3 pareggi e 3 sconfitte nel girone d'andata, chiuso al 3º posto a pari punti con Napoli e Cesena. Anche nel girone di ritorno i rossoneri rimangono nelle zone alte della classifica e chiudono la competizione in 3ª posizione con 38 punti alle spalle del Torino e della Juventus. Il piazzamento vale la qualificazione alla Coppa UEFA 1976-1977.
In Coppa UEFA, dopo l'Everton nei trentaduesimi di finale, il Milan elimina nei sedicesimi di finale gli irlandesi dell'Athlone Town (0-0 all'andata ad Athlone e 2-1 nel ritorno a Milano) e negli ottavi i sovietici dello Spartak Mosca (vittoria per 4-0 in casa e sconfitta per 2-0 a Soči). Nei quarti di finale i rossoneri affrontano i belgi del Club Bruges che passano il turno grazie alla vittoria per 2-0 ottenuta a Bruges (dove viene annullato un gol a Giuseppe Sabatini a fine primo tempo sugli sviluppi di un calcio d'angolo, battuto prima della fine del primo tempo) e alla sconfitta per 2-1 subita a San Siro.
La stagione si conclude con le rimanenti gare di Coppa Italia. Dopo la prima partita disputata nel mese di maggio e vinta contro la Sampdoria con in panchina Rocco e Trapattoni, nelle successive gare del mese di giugno Paolo Barison prende il posto di Trapattoni, passato alla Juventus. Il Milan, nel girone B con Sampdoria, Napoli e Fiorentina, ottiene 2 vittorie (con la Sampdoria), 2 pareggi (con la Fiorentina) e 2 sconfitte (con il Napoli) chiudendo a quota 6 punti alle spalle dei partenopei (vincitori del raggruppamento con 9 punti e qualificati per la finale) e dei viola.

## Divise
La divisa è una maglia a strisce verticali della stessa dimensione, rosse e nere, con pantaloncini bianchi e calzettoni neri con risvolto rosso. La divisa di riserva è una maglia bianca con colletto e bordi delle maniche rossi e neri, pantaloncini bianchi e calzettoni bianchi con risvolto nero e rosso.
| Casa | Trasferta |

## Organigramma societario[24]
Area direttiva
- Presidente: Albino Buticchi (fino al 21 dicembre 1975), Bruno Pardi (dal 22 dicembre 1975 al 3 maggio 1976), Vittorio Duina (dal 4 maggio 1976)

Area tecnica
- Direttore sportivo: Alessandro Vitali
- Allenatore: Gustavo Giagnoni (fino al 1º ottobre 1975),[29] Giovanni Trapattoni (dal 2 ottobre 1975 a maggio 1976), Paolo Barison (da giugno 1976)
- Direttore tecnico: Nereo Rocco (dal 2 ottobre 1975)
- Allenatore in seconda: Giovanni Trapattoni (fino al 1º ottobre 1975)
- Preparatore atletico: Aristide Facchini

Area sanitaria
- Medico sociale: Giovanni Battista Monti
- Massaggiatori: Giuseppe Campagnoli, Carlo Tresoldi

## Rosa
| N. |                   | Ruolo | Calciatore                         |
| -- | ----------------- | ----- | ---------------------------------- |
|    | Italia (bandiera) | P     | Enrico Albertosi                   |
|    | Italia (bandiera) | P     | Giuseppe Cafaro                    |
|    | Italia (bandiera) | P     | Pier Luigi Pizzaballa              |
|    | Italia (bandiera) | P     | Franco Tancredi                    |
|    | Italia (bandiera) | D     | Angelo Anquilletti (vice capitano) |
|    | Italia (bandiera) | D     | Aldo Bet                           |
|    | Italia (bandiera) | D     | Filippo Citterio                   |
|    | Italia (bandiera) | D     | Fulvio Collovati                   |
|    | Italia (bandiera) | D     | Aldo Maldera                       |
|    | Italia (bandiera) | D     | Giuseppe Sabadini                  |
|    | Italia (bandiera) | D     | Maurizio Turone                    |
|    | Italia (bandiera) | D     | Luciano Zecchini                   |
|    | Italia (bandiera) | D     | Giulio Zignoli                     |
|    | Italia (bandiera) | C     | Romeo Benetti (capitano)           |

| N. |                   | Ruolo | Calciatore         |
| -- | ----------------- | ----- | ------------------ |
|    | Italia (bandiera) | C     | Franco Bergamaschi |
|    | Italia (bandiera) | C     | Giorgio Biasiolo   |
|    | Italia (bandiera) | C     | Michele De Nadai   |
|    | Italia (bandiera) | C     | Walter De Vecchi   |
|    | Italia (bandiera) | C     | Duino Gorin        |
|    | Italia (bandiera) | C     | Gianni Rivera      |
|    | Italia (bandiera) | C     | Nevio Scala        |
|    | Italia (bandiera) | A     | Alberto Bigon      |
|    | Italia (bandiera) | A     | Egidio Calloni     |
|    | Italia (bandiera) | A     | Luciano Chiarugi   |
|    | Italia (bandiera) | A     | Graziano Gori      |
|    | Italia (bandiera) | A     | Alessandro Turini  |
|    | Italia (bandiera) | A     | Silvano Villa      |
|    | Italia (bandiera) | A     | Francesco Vincenzi |

## Calciomercato

### Sessione estiva
| Acquisti | Acquisti           | Acquisti           | Acquisti      |
| R.       | Nome               | da                 | Modalità      |
| -------- | ------------------ | ------------------ | ------------- |
| P        | Giuseppe Cafaro    | Barletta           | fine prestito |
| D        | Franco Fasoli      | Clodia Sottomarina | fine prestito |
| D        | Giulio Zignoli     | Varese             | fine prestito |
| C        | Franco Bergamaschi | Genoa              | fine prestito |
| C        | Michele De Nadai   | Lecco              | definitivo    |
| C        | Walter De Vecchi   | Varese             | fine prestito |
| C        | Nevio Scala        | Inter              | definitivo    |
| A        | Graziano Gori      | Spezia             | definitivo    |
| A        | Alessandro Turini  | Verona             | fine prestito |
| A        | Silvano Villa      | Arezzo             | fine prestito |
| A        | Francesco Vincenzi | Monza              | definitivo    |

| Cessioni | Cessioni         | Cessioni           | Cessioni   |
| R.       | Nome             | a                  | Modalità   |
| -------- | ---------------- | ------------------ | ---------- |
| D        | Franco Fasoli    | Monza              | prestito   |
| C        | Giovanni Lorini  | Venezia            | prestito   |
| A        | Gianni Bui       | Varese             | definitivo |
| A        | Giovanni Sartori | Venezia            | prestito   |
| A        | Giorgio Skoglund | Clodia Sottomarina | definitivo |

### Sessione autunnale
| Acquisti | Acquisti | Acquisti | Acquisti |
| R.       | Nome     | da       | Modalità |
| -------- | -------- | -------- | -------- |

| Cessioni | Cessioni          | Cessioni  | Cessioni   |
| R.       | Nome              | a         | Modalità   |
| -------- | ----------------- | --------- | ---------- |
| P        | Giuseppe Cafaro   | Brescia   | definitivo |
| D        | Filippo Citterio  | Palermo   | definitivo |
| D        | Luciano Zecchini  | Sampdoria | definitivo |
| C        | Walter De Vecchi  | Monza     | definitivo |
| A        | Graziano Gori     | Taranto   | definitivo |
| A        | Alessandro Turini | Taranto   | definitivo |

## Risultati

### Serie A

#### Girone di andata
| Perugia 5 ottobre 1975 1ª giornata | Perugia          | 0 – 0 referto | Milan | Stadio Comunale di Pian di Massiano (29 660 spett.)\| Arbitro: \| Gonella (Torino) \| |
| Arbitro:                           | Gonella (Torino) |               |       |                                                                                       |

| Arbitro: | Trinchieri (Reggio Emilia) |

|           |           |  |
| Bigon 31’ | Marcatori |  |

| Arbitro: | Serafino (Roma) |

|            |           |              |
| Chiodi 74’ | Marcatori | 63’ Vincenzi |

| Arbitro: | Benedetti (Roma) |

|                                         |           |  |
| Vincenzi 35’ Bigon 43’, 79’ Calloni 74’ | Marcatori |  |

| Roma 9 novembre 1975 5ª giornata | Roma               | 0 – 0 referto | Milan | Stadio Olimpico (58 618 spett.)\| Arbitro: \| Reggiani (Bologna) \| |
| Arbitro:                         | Reggiani (Bologna) |               |       |                                                                     |

| Arbitro: | Menicucci (Firenze) |

|  |           |          |
|  | Marcatori | 75’ Gori |

| Arbitro: | Gonella (Torino) |

|                    |           |  |
| Savoldi 40’ (rig.) | Marcatori |  |

| Arbitro: | Agnolin (Bassano del Grappa) |

|                       |           |            |
| Calloni 51’ Villa 74’ | Marcatori | 56’ Marini |

| Arbitro: | Ciacci (Firenze) |

|             |           |                             |
| Maldera 51’ | Marcatori | 16’ Zaccarelli 84’ Graziani |

| Arbitro: | Serafino (Roma) |

|  |           |              |
|  | Marcatori | 67’ Chiarugi |

| Arbitro: | Menicucci (Firenze) |

|             |           |                                         |
| Iachini 87’ | Marcatori | 18’, 64’ Chiarugi 26’ Calloni 77’ Bigon |

| Arbitro: | Bergamo (Livorno) |

|                    |           |  |
| Busatta 59’ (aut.) | Marcatori |  |

| Arbitro: | Lattanzi (Roma) |

|                         |           |                    |
| Danova 33’ De Ponti 77’ | Marcatori | 66’ (rig.) Calloni |

| Arbitro: | Gialluisi (Barletta) |

|                                           |           |  |
| Benetti 60’ (rig.) Calloni 62’ Rivera 88’ | Marcatori |  |

| Arbitro: | Trinchieri (Reggio Emilia) |

|                  |           |                                      |
| Viola 83’ (rig.) | Marcatori | 47’, 78’ (rig.) Calloni 86’ Biasiolo |

#### Girone di ritorno
| Milano 8 febbraio 1976 16ª giornata | Milan             | 0 – 0 referto | Perugia | Stadio San Siro (35 445 spett.)\| Arbitro: \| Barboni (Firenze) \| |
| Arbitro:                            | Barboni (Firenze) |               |         |                                                                    |

| Arbitro: | Reggiani (Bologna) |

|  |           |              |
|  | Marcatori | 16’ Chiarugi |

| Arbitro: | Panzino (Catanzaro) |

|                             |           |             |
| Calloni 5’, 52’ Benetti 70’ | Marcatori | 62’ Maselli |

| Arbitro: | Bergamo (Livorno) |

|  |           |             |
|  | Marcatori | 30’ Benetti |

| Arbitro: | Trinchieri (Reggio Emilia) |

|             |           |  |
| Calloni 61’ | Marcatori |  |

| Arbitro: | Agnolin (Bassano del Grappa) |

|             |           |              |
| Capello 60’ | Marcatori | 30’ Sabadini |

| Arbitro: | Menicucci (Firenze) |

|                    |           |           |
| Calloni 40’ (rig.) | Marcatori | 57’ Massa |

| Arbitro: | Gonella (Torino) |

|  |           |           |
|  | Marcatori | 41’ Bigon |

| Arbitro: | Menegali (Roma) |

|                            |           |                    |
| Graziani 28’ Garritano 80’ | Marcatori | 90’ (rig.) Calloni |

| Arbitro: | Gialluisi (Barletta) |

|                        |           |          |
| Benetti 2’, 23’ (rig.) | Marcatori | 67’ Caso |

| Arbitro: | Mascali (Desenzano del Garda) |

|                           |           |                                   |
| Sabadini 40’ Chiarugi 50’ | Marcatori | 44’ (rig.) Rigamonti 64’ Fontolan |

| Arbitro: | Reggiani (Bologna) |

|                     |           |                           |
| Zigoni 18’ Moro 76’ | Marcatori | 27’ Chiarugi 68’ Vincenzi |

| Arbitro: | Schena (Foggia) |

|                           |           |           |
| Biasiolo 35’ De Nadai 80’ | Marcatori | 84’ Urban |

| Arbitro: | Ciacci (Firenze) |

|                                                              |           |  |
| D'Amico 10’ (rig.) Giordano 38’ Garlaschelli 60’ Badiani 89’ | Marcatori |  |

| Arbitro: | Lapi (Firenze) |

|                          |           |                                    |
| Calloni 23’ Chiarugi 83’ | Marcatori | 63’ Leschio 64’, 78’ (rig.) Virdis |

### Coppa Italia

#### Primo turno
| Arbitro: | Moretto (San Donà di Piave) |

|                                   |           |            |
| Bigon 18’ Calloni 53’, 74’ (rig.) | Marcatori | 59’ Scarpa |

| Arbitro: | Trinchieri (Reggio Emilia) |

|  |           |                           |
|  | Marcatori | 77’ Chiarugi 79’ Sabadini |

| Arbitro: | Benedetti (Roma) |

|                    |           |  |
| Calloni 37’ (rig.) | Marcatori |  |

| Arbitro: | Reggiani (Bologna) |

|                   |           |                 |
| Spelta 87’ (rig.) | Marcatori | 55’ Bergamaschi |

#### Secondo turno
| Arbitro: | Serafino (Roma) |

|  |           |                        |
|  | Marcatori | 4’ Rivera 87’ Chiarugi |

| Arbitro: | Reggiani (Bologna) |

|  |           |                                  |
|  | Marcatori | 56’ (rig.) Savoldi 71’ Boccolini |

| Arbitro: | Agnolin (Bassano del Grappa) |

|                             |           |                              |
| Bresciani 70’ Antognoni 75’ | Marcatori | 10’ Maldera 80’ (aut.) Brizi |

| Arbitro: | Schena (Foggia) |

|                                             |           |           |
| Benetti 19’ Orlandi 39’ (aut.) Chiarugi 88’ | Marcatori | 27’ Bedin |

| Arbitro: | Panzino (Catanzaro) |

|                         |           |                    |
| Savoldi 16’, 89’ (rig.) | Marcatori | 81’ (rig.) Benetti |

| Arbitro: | Serafino (Roma) |

|              |           |                |
| De Nadai 89’ | Marcatori | 49’ Speggiorin |

### Coppa UEFA
| Liverpool 17 settembre 1975 Trentaduesimi di finale - Andata | Everton  | 0 – 0 | Milan | Goodison Park (31 917 spett.)\| Arbitro: \| Delcourt \| |
| Arbitro:                                                     | Delcourt |       |       |                                                         |

| Arbitro: | Glöckner |

|                    |           |  |
| Calloni 68’ (rig.) | Marcatori |  |

| Athlone 22 ottobre 1975 Sedicesimi di finale - Andata | Athlone Town  | 0 – 0 | Milan | Saint Mel's Park (9 500 spett.)\| Arbitro: \| Lund-Sørensen \| |
| Arbitro:                                              | Lund-Sørensen |       |       |                                                                |

| Arbitro: | Ghiță |

|                                      |           |  |
| Vincenzi 63’ Benetti 70’, 79’ (rig.) | Marcatori |  |

| Arbitro: | Racine |

|                                        |           |  |
| Calloni 19’, 71’ Bigon 48’ Maldera 51’ | Marcatori |  |

| Arbitro: | Matthewson |

|                       |           |  |
| Papaev 60’ Lovčev 84’ | Marcatori |  |

| Arbitro: | Vigliani |

|                         |           |  |
| le Fevre 4’ Krieger 71’ | Marcatori |  |

| Arbitro: | Mackenzie |

|                        |           |                |
| Bigon 32’ Chiarugi 66’ | Marcatori | 74’ Hinderyckx |

## Statistiche

### Statistiche di squadra
| Competizione | Punti | In casa | In casa | In casa | In casa | In casa | In casa | In trasferta | In trasferta | In trasferta | In trasferta | In trasferta | In trasferta | Totale | Totale | Totale | Totale | Totale | Totale | DR  |
| Competizione | Punti | G       | V       | N       | P       | Gf      | Gs      | G            | V            | N            | P            | Gf           | Gs           | G      | V      | N      | P      | Gf     | Gs     | DR  |
| ------------ | ----- | ------- | ------- | ------- | ------- | ------- | ------- | ------------ | ------------ | ------------ | ------------ | ------------ | ------------ | ------ | ------ | ------ | ------ | ------ | ------ | --- |
| Serie A      | 38    | 15      | 9       | 3       | 3       | 25      | 13      | 15           | 6            | 5            | 4            | 17           | 15           | 30     | 15     | 8      | 7      | 42     | 28     | +14 |
| Coppa Italia | -     | 5       | 3       | 1       | 1       | 8       | 5       | 5            | 2            | 2            | 1            | 8            | 5            | 10     | 5      | 3      | 2      | 16     | 10     | +6  |
| Coppa UEFA   | -     | 4       | 4       | 0       | 0       | 10      | 1       | 4            | 0            | 2            | 2            | 0            | 4            | 8      | 4      | 2      | 2      | 10     | 5      | +5  |
| Totale       | -     | 24      | 16      | 4       | 4       | 43      | 19      | 24           | 8            | 9            | 7            | 25           | 24           | 48     | 24     | 13     | 11     | 68     | 43     | +25 |

### Statistiche dei giocatori[34][35]
| Giocatore      | Serie A  | Serie A | Serie A     | Serie A    | Coppa Italia | Coppa Italia | Coppa Italia | Coppa Italia | Coppa UEFA | Coppa UEFA | Coppa UEFA  | Coppa UEFA | Totale   | Totale | Totale      | Totale     |
| Giocatore      | Presenze | Reti    | Ammonizioni | Espulsioni | Presenze     | Reti         | Ammonizioni  | Espulsioni   | Presenze   | Reti       | Ammonizioni | Espulsioni | Presenze | Reti   | Ammonizioni | Espulsioni |
| -------------- | -------- | ------- | ----------- | ---------- | ------------ | ------------ | ------------ | ------------ | ---------- | ---------- | ----------- | ---------- | -------- | ------ | ----------- | ---------- |
| E. Albertosi   | 30       | -28     | ?           | ?          | 9            | -8           | ?            | ?            | 8          | -5         | ?           | ?          | 47       | -41    | ?           | ?          |
| A. Anquilletti | 22       | 0       | ?           | ?          | 10           | 0            | ?            | ?            | 8          | 0          | ?           | ?          | 40       | 0      | ?           | ?          |
| R. Benetti     | 30       | 5       | ?           | ?          | 8            | 2            | ?            | ?            | 7          | 2          | ?           | ?          | 45       | 9      | ?           | ?          |
| F. Bergamaschi | 5        | 0       | ?           | ?          | 6            | 1            | ?            | ?            | 2          | 0          | ?           | ?          | 13       | 1      | ?           | ?          |
| A. Bet         | 28       | 0       | ?           | ?          | 4            | 0            | ?            | ?            | 8          | 0          | ?           | ?          | 40       | 0      | ?           | ?          |
| G. Biasiolo    | 12       | 2       | ?           | ?          | 3            | 0            | ?            | ?            | 3          | 0          | ?           | ?          | 18       | 2      | ?           | ?          |
| A. Bigon       | 24       | 5       | ?           | ?          | 10           | 1            | ?            | ?            | 8          | 2          | ?           | ?          | 42       | 8      | ?           | ?          |
| G. Cafaro      | 0        | -0      | 0           | 0          | 0            | -0           | 0            | 0            | 0          | -0         | 0           | 0          | 0        | -0     | 0           | 0          |
| E. Calloni     | 25       | 13      | ?           | ?          | 7            | 3            | ?            | ?            | 7          | 3          | ?           | ?          | 39       | 19     | ?           | ?          |
| L. Chiarugi    | 23       | 7       | ?           | ?          | 10           | 3            | ?            | ?            | 4          | 1          | ?           | ?          | 37       | 11     | ?           | ?          |
| F. Citterio    | 0        | 0       | 0           | 0          | 0            | 0            | 0            | 0            | 0          | 0          | 0           | 0          | 0        | 0      | 0           | 0          |
| F. Collovati   | 0        | 0       | 0           | 0          | 2            | 0            | ?            | ?            | 0          | 0          | 0           | 0          | 2        | 0      | 0+          | 0+         |
| M. De Nadai    | 1        | 1       | ?           | ?          | 3            | 1            | ?            | ?            | 1          | 0          | ?           | ?          | 5        | 2      | ?           | ?          |
| W. De Vecchi   | 0        | 0       | 0           | 0          | 0            | 0            | 0            | 0            | 0          | 0          | 0           | 0          | 0        | 0      | 0           | 0          |
| G. Gori        | 0        | 0       | 0           | 0          | 1            | 0            | ?            | ?            | 0          | 0          | 0           | 0          | 1        | 0      | 0+          | 0+         |
| D. Gorin       | 25       | 0       | ?           | ?          | 7            | 0            | ?            | ?            | 6          | 0          | ?           | ?          | 38       | 0      | ?           | ?          |
| A. Maldera     | 27       | 1       | ?           | 1          | 6            | 1            | ?            | ?            | 8          | 1          | ?           | ?          | 41       | 3      | ?           | 1+         |
| L. Pizzaballa  | 0        | -0      | 0           | 0          | 0            | -0           | 0            | 0            | 0          | -0         | 0           | 0          | 0        | -0     | 0           | 0          |
| G. Rivera      | 14       | 1       | ?           | ?          | 5            | 1            | ?            | ?            | 3          | 0          | ?           | ?          | 22       | 2      | ?           | ?          |
| G. Sabadini    | 18       | 2       | ?           | ?          | 5            | 1            | ?            | ?            | 7          | 0          | ?           | ?          | 30       | 3      | ?           | ?          |
| N. Scala       | 23       | 0       | ?           | ?          | 8            | 0            | ?            | ?            | 6          | 0          | ?           | ?          | 37       | 0      | ?           | ?          |
| F. Tancredi    | 0        | -0      | 0           | 0          | 2            | -2           | ?            | ?            | 0          | -0         | 0           | 0          | 2        | -2     | 0+          | 0+         |
| A. Turini      | 0        | 0       | 0           | 0          | 0            | 0            | 0            | 0            | 0          | 0          | 0           | 0          | 0        | 0      | 0           | 0          |
| M. Turone      | 27       | 0       | ?           | ?          | 5            | 0            | ?            | ?            | 7          | 0          | ?           | ?          | 39       | 0      | ?           | ?          |
| S. Villa       | 3        | 1       | ?           | ?          | 7            | 0            | ?            | ?            | 2          | 0          | ?           | ?          | 12       | 1      | ?           | ?          |
| F. Vincenzi    | 12       | 3       | ?           | 1          | 2            | 0            | ?            | ?            | 3          | 1          | ?           | ?          | 17       | 4      | ?           | 1+         |
| L. Zecchini    | 0        | 0       | 0           | 0          | 3            | 0            | ?            | ?            | 1          | 0          | ?           | ?          | 4        | 0      | 0+          | 0+         |
| G. Zignoli     | 2        | 0       | ?           | ?          | 3            | 0            | ?            | ?            | 0          | 0          | 0           | 0          | 5        | 0      | 0+          | 0+         |